# رابطة غيغابت اللاسلكية

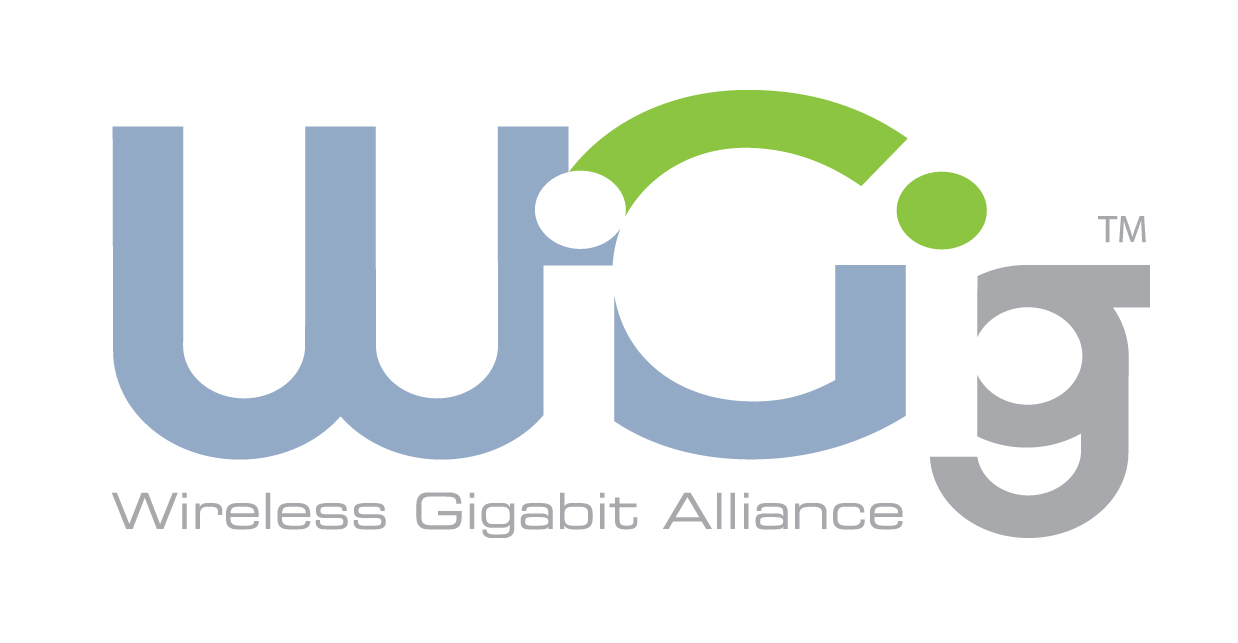
شعار رابطة غيغابت اللاسلكية

تعمل تقنية رابطة غيغابت اللاسلكية (بالإنجليزية: Wireless Gigabit Alliance اختصاراً WiGig)‏ على موجة في نطاق 60 جيجا هرتز، وهي موجات أعلى بشكل معتبر من الموجات المستخدمة حالياً في تقنية واي فاي.
تعتبر هذه التقنية أكثر ملاءمة للاتصالات قصيرة المدى على الأقل في الوقت الحالي حيث أنها عُرضة للحجب والتشويش على المسافات الطويلة.

## سرعة نقل البيانات
تقدم تقنية ويجيچ سرعات كبيرة لنقل البيانات، ولكنها تختلف في ماهية عملها، فهي تعتمد على ذرعها داخل بطاقات الذاكرة التي توضع داخل الحاسب ثم توجيهها إلى شاشات إستقبال يتم اختيارها بتوجيه الجهاز نحوها، ولعل أبرز مثال لذلك هي مجموعة بطاقات من نوع SD قامت شركة باناسونيك بتطويرها وقامت بدمج تقنية ويجيچ مع هذه البطاقات.

## طريقة العمل
تستخدم هذه التقنية معيار 802.11ad والذي يسمي أيضا WiGig tri-band لأنه يدعم التعامل مع أكثر من سرعة، حيث يستخدم هذا المعيار ليعمل شريحة إلكترونية من خليط الجرمانيوم والسيليكون ومصفوقة من ثماني هوائيات تسمح بمعدل نقل بيانات 4.6 جيجا في الثانية وبهذا يكون أسرع من المعيار 802.11n بعشر مرات.
تقنية ويجيچ تسمح بالتواصل بين الأجهزة المختلفة وتبادل المعلومات والصور والملفات بسرعات عالية ومستوى عال من الأمان وسهولة الاستخدام فضلا عن الإستغناء عن الكابلات وقلة التكلفة، تستطيع التقنية الجديدة مثلا نقل مقاطع الفيديو عالية الدقة وفائقة الوضوح 4K بسرعة كبيرة، كما أنها ستكون مفيدة جدا في ربط الأجهزة ببعضها البعض لاسلكيا مثل الحواسيب المحمولة والشاشات ولوحات المفاتيح، كما يمكن أيضا نقل المعلومات إلى أكثر من جهة مثل البروجكتر في المسارح والسينما ومحركات الأقراص وغيرها.